# Distretto militare di Charkiv

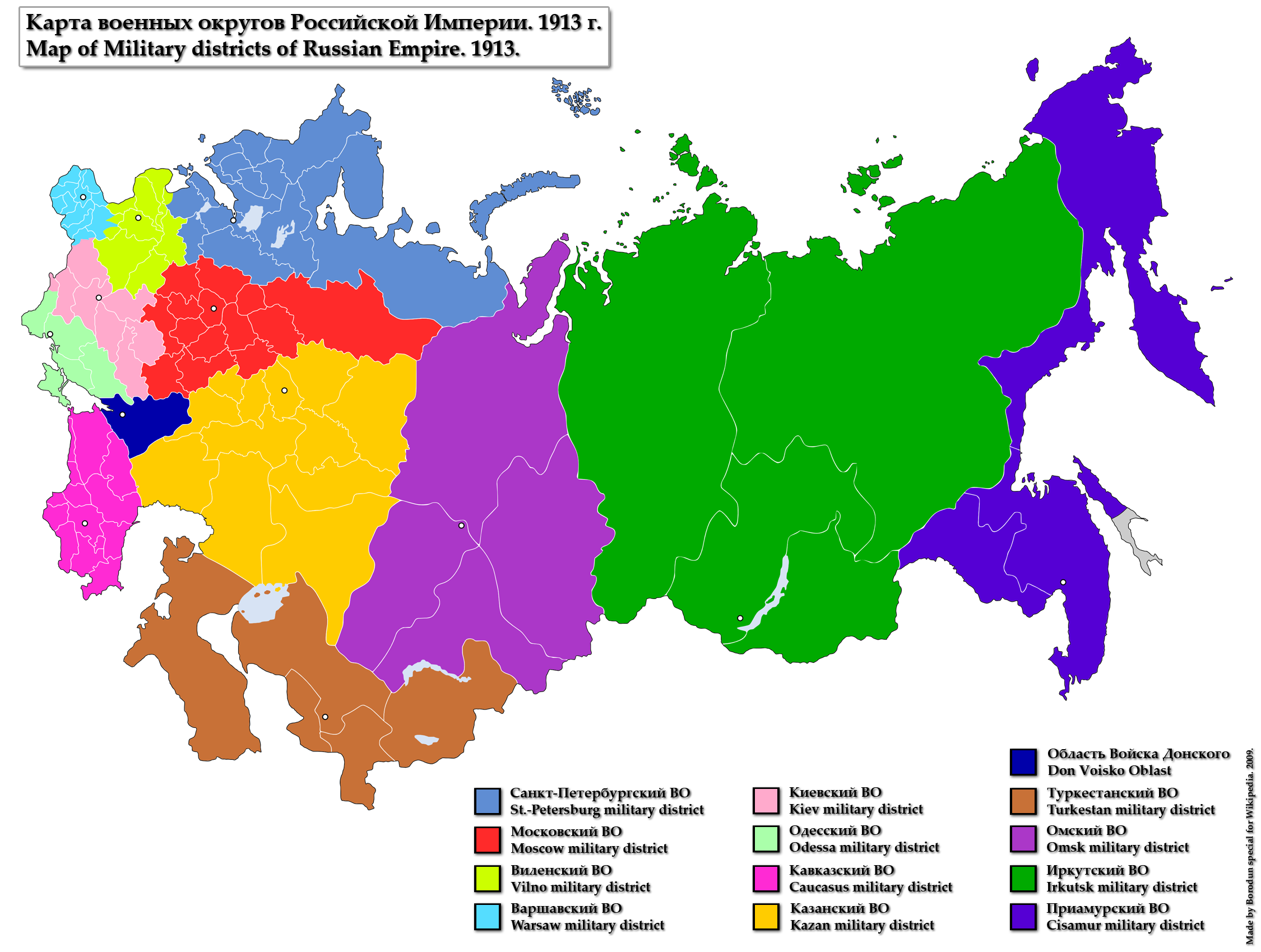
Distretti militari dell'Impero russo nel 1913

Il Distretto militare di Charkiv (in russo: Харьковский военный округ) fu un distretto militare dell'Impero Russo. Il quartier generale del distretto si trovava a Kharkiv, nell'Ucraina nord-orientale. Comprendeva i territori di Voronež, Kursk, Orël, Poltava, Kharkiv e Černigov.
Venne istituito nel 1864 come parte delle riforme del sistema amministrativo militare, ma il distretto venne sciolto il 31 ottobre 1888, e la maggior parte del suo territorio andò al distretto militare di Kiev, tranne Voronež e Orël, che vennero incorporati nel distretto militare di Mosca.